# Моркрофт (Вайоминг)
Мо́ркрофт (англ. Moorcroft) — город, расположенный в округе Крук (штат Вайоминг, США) с населением в 807 человек по статистическим данным переписи 2000 года.

## География
По данным Бюро переписи населения США город Моркрофт имеет общую площадь в 2,85 квадратных километров, водных ресурсов в черте населённого пункта не имеется.
Город Моркрофт расположен на высоте 1288 метров над уровнем моря.

## Демография
По данным переписи населения 2000 года в Моркрофте проживало 807 человек, 219 семей, насчитывалось 325 домашних хозяйств и 375 жилых домов. Средняя плотность населения составляла около 282 человек на один квадратный километр. Расовый состав Моркрофта по данным переписи распределился следующим образом: 98,14 % белых, 0,99 % — коренных американцев, 0,62 % — представителей смешанных рас, 0,25 % — других народностей. Испаноговорящие составили 1,36 % от всех жителей города.
Из 325 домашних хозяйств в 34,5 % — воспитывали детей в возрасте до 18 лет, 56,0 % представляли собой совместно проживающие супружеские пары, в 7,7 % семей женщины проживали без мужей, 32,6 % не имели семей. 25,8 % от общего числа семей на момент переписи жили самостоятельно, при этом 9,8 % составили одинокие пожилые люди в возрасте 65 лет и старше. Средний размер домашнего хозяйства составил 2,48 человек, а средний размер семьи — 3,04 человек.
Население города по возрастному диапазону по данным переписи 2000 года распределилось следующим образом: 27,3 % — жители младше 18 лет, 11,3 % — между 18 и 24 годами, 27,4 % — от 25 до 44 лет, 24,3 % — от 45 до 64 лет и 9,8 % — в возрасте 65 лет и старше. Средний возраст жителей составил 36 лет. На каждые 100 женщин в Моркрофте приходилось 99,8 мужчин, при этом на каждые сто женщин 18 лет и старше приходилось 99,7 мужчин также старше 18 лет.
Средний доход на одно домашнее хозяйство в городе составил 36 953 доллара США, а средний доход на одну семью — 41 484 доллара. При этом мужчины имели средний доход в 32 109 долларов США в год против 19 632 доллара среднегодового дохода у женщин. Доход на душу населения в городе составил 16 476 долларов в год. 2,6 % от всего числа семей в округе и 5,2 % от всей численности населения находилось на момент переписи населения за чертой бедности, при этом 4,5 % из них были моложе 18 лет и 7,2 % — в возрасте 65 лет и старше.